# Chantage (film, 1981)
 (mars 2025).
Si vous disposez d'ouvrages ou d'articles de référence ou si vous connaissez des sites web de qualité traitant du thème abordé ici, merci de compléter l'article en donnant les références utiles à sa vérifiabilité et en les liant à la section « Notes et références ».
Pour les articles homonymes, voir Chantage (homonymie).
Chantage est un film roumain de 1981, qui adapte le roman L'Homme au bout du fil de Rodica Ojog-Brașoveanu. 

## Résumé
Une bande de faussaires de diplômes universitaires sélectionne ses clients parmi des jeunes gens talentueux, qu'ils aident à se distinguer pour ensuite les faire chanter afin de leur extorquer leurs secrets de fabrication. Cependant, un professeur de mathématiques vient à leur secours.

## Distribution
Les rôles principaux sont interprétés par les acteurs Ileana Stana Ionescu, Sebastian Papaiani,Silviu Stănculescu, Mircea Septilici